# 黄鸿图
黃鴻圖（1880年—1940年），譜名至明，字咸和，又字道爾，號樨堂，亦號乃三，又號菜根居士。江西臨川人。光绪已科拔员，为李瑞清弟子，与李瑞清、李健为“江西三大书法家”。著有《稚棠论书杂著》、《菜根居士诗集》等。
二兄黃鴻逵與蔡元培同屆進士，三兄黃鴻澄為革命黨人。